# ʿIbāda
ʿIbāda (arabisch عبادة), auch Ibadah, kommt aus dem Arabischen und bedeutet übersetzt ungefähr so viel wie gottesdienstliche Verrichtung. Damit gemeint ist eine Art von Handlung, mit deren Ausführung eine muslimische Einzelperson Gott dient. Bezeichnet wird mit ʿIbāda ein Handlungstyp mit einem meistenfalls rituellen Charakter; je nach begrifflicher Grenzziehung kann der Begriff jedoch noch über das Rituelle hinausgehen (Genaueres dazu s. u.). Der Begriff ist von der arabischen Verbwurzel ʿ-b-d (arabisch عبد) abgeleitet. Die Ableitungen dieser Verbwurzel kommen im Koran vor; sie enthalten Bedeutungen wie „Gehorsam“, „Abhängigkeit“, „Dienerschaft“, auch Sklaverei. Siehe dazu auch Abd und Abdallah.

## Plural von Ibada als Einteilungsbegriff im islamischen Recht
In Gelehrtenwerken des islamischen Rechts übernimmt der Plural von ʿIbāda die Funktion eines Einteilungsbegriffs. Dies ergibt sich daraus, dass das Vollziehen der gottesdienstlichen Verrichtungen (arab. ʿIbādāt) gegenüber Gott im weitesten Sinne als eine Ausführung seiner Gesetze und als eine Ergebung ihm gegenüber verstanden wird.
Aus dem Gesagten ergibt sich, dass die gottesdienstlichen Handlungen (ʿIbādāt) – zumindest formaljuristisch – Gesetzescharakter besitzen. In den Werken des Fiqh, des explizierten islamischen Rechts, werden die Themen nicht in einheitlicher Anordnung dargestellt, wobei oft auch nicht alle Einteilungskategorien abgehandelt werden, außer dass die ʿIbādāt stets am Beginn solcher Arbeiten erscheinen, während in Abhandlungen von ʿAmal (Richterliche Praxis) ʿIbādāt üblicherweise nicht vorkommen.

## Konkrete gottesdienstliche Verrichtungen
Folgende Handlungen werden im Islam als ʿIbādāt aufgefasst (und kommen dementsprechend in Werken des islamischen Rechts vor):
- die rituelle Reinigung (arab. Tahāra),
- das Gebet (arab. Ṣalāt) inklusive der Gebete zu besonderen Anlässen,
- die soziale Pflichtabgabe (arab. Zakāt),
- das Fasten (arab. Ṣaum),
- die Pilgerfahrt nach Mekka (arab. Ḥaǧǧ).

- das Glaubensbekenntnis (arab. Šahāda) gehört ebenso dazu, ist jedoch so elementar, dass es in manchen Rechtswerken keine gesonderte Erwähnung findet.[3]

- Kniestützstellung (arab. Rukūʿ), Niederwerfung (arab. Suǧūd), Umschreitung der Kaʿba (arab. Ṭawāf), Schlachtung eines Opfertieres (arab. Nask), Lobpreis (arab. Tasbīḥ) und Dank gegenüber Gott (Hamdala), hingebungsvolles Bittgebet im Stehen (arab. Qunūt) und Koranrezitation (arab. Tilāwa) gelten ebenfalls als gottesdienstliche Verrichtungen.[4] Letztere sind allesamt auch Komponenten anderer ʿIbādāt.

- das Almosengeben (arab. Ṣadaqa) wird ebenfalls als gottesdienstliche Verrichtung gezählt.[4]

Umstritten ist beispielsweise, ob das Heiraten den ʿIbādāt zugezählt werden kann: zwar wird das Heiraten von vielen Muslimen als frommes Handeln wahrgenommen, doch sehen viele muslimische Juristen in diesem eine Vertragshandlung und bringen sie entsprechend in den Muʿāmalāt beziehungsweise in den Munākaḥāt unter. Auch die Einordnung des Dschihad ist unter muslimischen Juristen nicht einheitlich; so wird dieser im Muḫtaṣar des malikitischen Rechtsgelehrten Sīdī Ḫalīl unter ʿIbādāt eingeordnet. Die Beschneidung von Jungen wird in vielen Fällen als Teil der ʿIbādāt gesehen, wenngleich diese Handlung eher Empfehlungscharakter besitzt. Auch spirituelles Sich-Zurückziehen (arab. Iʿtikāf) gilt als ʿIbāda und wird oft als Sonderkapitel des Fastens abgehandelt.